# Ansel Sterling
Ansel Sterling (* 3. Februar 1782 in Lyme, Connecticut; † 6. November 1853 in Sharon, Connecticut) war ein US-amerikanischer Politiker. Zwischen 1821 und 1825 vertrat er den Bundesstaat Connecticut im US-Repräsentantenhaus.

## Werdegang
Ansel Sterling war der ältere Bruder von Micah Sterling (1784–1844), der zwischen 1821 und 1823 den Bundesstaat New York im Kongress vertrat. Er besuchte die öffentlichen Schulen seiner Heimat. Nach einem anschließenden Jurastudium und seiner im Jahr 1805 erfolgten Zulassung als Rechtsanwalt begann er in Salisbury in seinem neuen Beruf zu arbeiten. Im Jahr 1808 verlegte er seine Kanzlei und seinen Wohnsitz nach Sharon.
Sterling war Mitglied der Demokratisch-Republikanischen Partei. Zwischen 1815 und 1837 saß er mehrfach als Abgeordneter im Repräsentantenhaus von Connecticut. Bei den Kongresswahlen des Jahres 1820, die staatsweit abgehalten wurden, wurde er für das fünfte Abgeordnetenmandat von Connecticut in das US-Repräsentantenhaus in Washington, D.C. gewählt. Dort trat er am 4. März 1821 die Nachfolge von Elisha Phelps an. Nach einer Wiederwahl im Jahr 1822 konnte er bis zum 3. März 1825 zwei Legislaturperioden im Kongress absolvieren. Nach der Auflösung seiner Partei in jenen Jahren schloss er sich der Fraktion um den späteren Präsidenten John Quincy Adams an, die ihn auch bei seiner Wiederwahl im Jahr 1822 unterstützte.
Nach dem Ende seiner Zeit im US-Repräsentantenhaus war Sterling bis 1837 zeitweise Abgeordneter im Staatsparlament und praktizierte wieder als Rechtsanwalt. Zwischen 1838 und 1840 war er Vorsitzender Richter am Berufungsgericht im Litchfield County. Ansel Sterling starb am 6. November 1853 in Sharon und wurde dort auch beigesetzt.